# 别洛乌索夫
别洛乌索夫（羅馬化：Belousov）可能指：
- 安德烈·雷莫维奇·别洛乌索夫，俄罗斯经济学家、國防部長
- 瓦季姆·弗拉基米罗维奇·别洛乌索夫，俄罗斯政治人物、国家杜马议员

|  | 本页或本分段罗列了姓氏为「别洛乌索夫」的人物。 如果是一个指代特定个人的内链将您引导到本页，請考慮修正該人物的名字以將链接指向正確的條目。 |